# Montcada i Reixac
Montcada i Reixac este o localitate în Catalonia în provincia Barcelona. În 2006 avea o populație de 32.153 locuitori. Este situat in comarca Vallès Occidental.
1. ↑  Nomenclátor Geográfico de Municipios y Entidades de Población (20240402 edition)
2. 1 2   http://www.idescat.cat/pub/?id=aec&n=925&t=2016 Lipsește sau este vid: |title= (ajutor)